# Olympique Lyonnais 1957-1958
Questa voce raccoglie le informazioni riguardanti l'Olympique Lyonnais nelle competizioni ufficiali della stagione 1957-1958.

## Maglie
Viene eliminato il colletto a polo dalla maglia: nello spazio lasciato libero viene spostato lo stemma della città di Lione mentre il nuovo colletto è di forma circolare.
| Manica sinistra · Maglietta · Maglietta · Manica destra · Pantaloncini · Calzettoni |

## Rosa
| N. |                     | Ruolo | Calciatore       |
| -- | ------------------- | ----- | ---------------- |
|    | Francia (bandiera)  | P     | Pascal Beetschen |
|    | Francia (bandiera)  | P     | Claude Hugues    |
|    | Ungheria (bandiera) | D     | György Bobik     |
|    | Francia (bandiera)  | D     | Jean Djorkaeff   |
|    | Francia (bandiera)  | D     | Raymond Dutto    |
|    | Francia (bandiera)  | D     | Raymond Gardon   |
|    | Francia (bandiera)  | D     | Paul Joz         |
|    | Francia (bandiera)  | D     | André Lerond     |
|    | Francia (bandiera)  | D     | Aimé Mignot      |
|    | Francia (bandiera)  | D     | Robert Mouynet   |
|    | Francia (bandiera)  | C     | Marcel Le Borgne |

| N. |                    | Ruolo | Calciatore          |
| -- | ------------------ | ----- | ------------------- |
|    | Francia (bandiera) | C     | René Monnet         |
|    | Francia (bandiera) | C     | Camille Ninel       |
|    | Brasile (bandiera) | C     | Tino                |
|    | Marocco (bandiera) | A     | Mohammed Abderrazak |
|    | Francia (bandiera) | A     | Émile Antonio       |
|    | Francia (bandiera) | A     | Lucien Cossou       |
|    | Francia (bandiera) | A     | Émile Daniel        |
|    | Francia (bandiera) | A     | Abdelhamid Kermali  |
|    | Francia (bandiera) | A     | René Lewandowicz    |
|    | Francia (bandiera) | A     | Gérard Moresco      |
|    | Francia (bandiera) | A     | Robert Salen        |